# Access-based Enumeration
Access-based Enumeration (ABE) (em português, Enumeração Baseada em Acesso) é um sistema de filtragem de permissões aplicado na família de sistemas operacionais Microsoft Windows Server.
O access-based enumeration exibe apenas os arquivos e pastas que um usuário possui permissões de acesso. Se um usuário não possui permissões de Leitura (ou equivalentes) para uma pasta, o Windows esconde a pasta da exibição do usuário. Este recurso é ativado apenas quando visualiza-se arquivos e pastas em uma pasta compartilhada e não é ativado quando visualiza-se arquivos e pastas no sistema de arquivos local.
Este recurso é especialmente útil para os administradores de TI que desejam controlar quais arquivos e pastas devem estar visíveis aos usuários de rede, bem como conrolar a experiência do usuário.